# 産経新聞出版
株式会社産経新聞出版（さんけいしんぶんしゅっぱん）は、東京都千代田区大手町に本社を置く、産業経済新聞社傘下の出版社。
かつてあった産業経済新聞社直系の出版会社・サンケイ出版とは別法人で、こちらは「リビングマガジン」と合併して現・扶桑社。

## 沿革
- 1977年4月 - 産業経済新聞社の全額出資により、「産経新聞生活情報センター」として大阪府大阪市北区梅田に設立。
- 1991年1月 - 本社を東京都千代田区大手町（現・本社所在地）に移転。同じフジサンケイグループの扶桑社と提携し、産経新聞関連の書籍発行業務を始める[1]。
- 1993年8月 - 社名を「産経新聞ニュースサービス」に変更。
- 1997年1月 - 株式会社編成クリエイトを吸収合併。自費出版などの編集プロダクション業務を始める。
- 2000年10月 - 事業所を東京都千代田区内神田に移転。
- 2005年3月 - 書店での販売を含む出版活動を本格的に開始。
- 2005年7月 - 現社名に変更。
- 2009年
  - 1月 - 事業所を東京都港区芝に移転。
  - 7月 - 事業所を東京都千代田区大手町（東京サンケイビル内）に再移転。
- 2010年6月- 産経新聞雑誌局の業務を統合・委託。

## 出版物
産経新聞、「正論」連載記事などの書籍化が主な業務。「田母神国軍」（田母神俊雄著）、「民主党と日教組」（阿比留瑠比著）、「国民の」シリーズ（遺書、憲法、修身）など保守系の本が多い。2010年6月からは、産経新聞雑誌局の業務を委託、雑誌も発行するようになった。

### 雑誌・定期刊行物
- 月刊TVnavi
- 月刊おとなのデジタルTVナビ
- 日本映画navi
- 月刊MOSTLY CLASSIC
- 月刊ネットマネー
- ステージナビ

※以上は産経新聞社から版権を移動したものであるが、「正論」（別冊正論含む）については従来と同じく産経新聞社から発行している。